# Старе Ґлінкі
Старе Ґлінкі (пол. Stare Glinki) — село в Польщі, у гміні Сипнево Маковського повіту Мазовецького воєводства.
Населення — 71 особа (2011).
У 1975-1998 роках село належало до Остроленцького воєводства.

## Демографія
Демографічна структура станом на 31 березня 2011 року:
|          | Загалом | Допрацездатний вік | Працездатний вік | Постпрацездатний вік |
| -------- | ------- | ------------------ | ---------------- | -------------------- |
| Чоловіки | 39      | 7                  | 26               | 6                    |
| Жінки    | 32      | 4                  | 19               | 9                    |
| Разом    | 71      | 11                 | 45               | 15                   |